# Château de la Motte (Arthel)
Pour les articles homonymes, voir Château de la Motte.
Le château de la Motte dit aussi Le Vieux Château est une forteresse, située à Arthel, dans le département de la Nièvre, arrondissement de Cosne-Cours-sur-Loire, canton de Prémery, sur la RD 140. Le château, propriété privée, ne se visite pas.

## Historique
Au XIIe siècle, c'est une maison forte qui appartient aux comtes de Nevers. Elle a la charge de surveiller le passage sur l'ancienne voie romaine allant de Montenoison à Entrains.
Le premier château édifié au XVe siècle, en remplacement de cette maison forte, s'inscrit dans une enceinte rectangulaire avec plusieurs tours rondes.
À demi en ruines, il est racheté et restauré.

## Architecture
Les tours, les courtines (cadastre B. 204), l'élévation, les toitures, les communs et la cour sont inscrits aux Monuments Historiques depuis l'arrêté du 15 juillet 1985
Les tours
- Les tours d'angles au sud subsistent.
- Une tour au sud-ouest est tronquée. À sa base subsiste une archère canonnière.
- La tour au sud-est est la plus grosse, base talutée, murs percés de canonnières et trous de boulins sur deux rangées, et bretèches. Elle servit d'habitation et des fenêtres y furent percées à différentes époques. Elle est accotée au sud-est d'une autre tour plus petite, qui renferme un escalier à vis, avec à sa base une canonnière.

Corps de logis
Un corps de logis fut construit à la fin du XVe siècle à l'emplacement de la courtine sud, accoté à la grosse tour. Il comporte un niveau et un comble, avec un toit très pentu qui fit l'objet d'une restauration au XXe siècle, avec deux fenêtres à croisillons de pierre sur la façade sud. Les combles comportent des lucarnes pignons à fenêtres à croisillons que surmonte un fronton triangulaire à oculus trilobé.
La façade nord fut refaite à la fin du XVIe siècle ; elle est percée d'une porte dont l'arc en anse de panier supporte un fronton brisé, que décore un écu bûché à la Révolution.
Courtines
C'est au XVIIIe siècle que les communs furent accolés à la courtine nord. La courtine ouest se vit percée d'une grande porte-charretière et d'une porte piétonne à arcs surbaissés.